# Bundesanstalt für Agrarwirtschaft und Bergbauernfragen
Die Bundesanstalt für Agrarwirtschaft und Bergbauernfragen (BAB) ist ein agrarwissenschaftliches Forschungsinstitut des österreichischen Bundesministeriums für Land- und Forstwirtschaft, Regionen und Wasserwirtschaft mit Sitz in Wien-Landstraße.

## Geschichte
Die BAB entstand im Jänner 2019 aus der Zusammenlegung von drei Vorgängerinstitutionen:
- der Bundesanstalt für Agrarwirtschaft (AWI), gegründet 1960 als „Agrarwirtschaftliches Institut“ und 1983 in „Bundesanstalt für Agrarwirtschaft“ umbenannt
- der Bundesanstalt für Bergbauernfragen (BABF), gegründet 1979 als „Bergbauerninstitut“ und 1982 in „Bundesanstalt für Bergbauernfragen“ umbenannt
- Dienststellen des Bundesministerium für Nachhaltigkeit und Tourismus (BMNT)

Zum ersten Leiter der BAB wurde Thomas Resl bestimmt, der von 2014 bis zu ihrer Auflösung die Bundesanstalt für Agrarwirtschaft geleitet hatte. Der organisatorischen Neuordnung folgte im Jahr 2019 eine Übersiedlung an einen neuen Standort in der Dietrichgasse 27 in Wien-Landstraße.

## Aufgaben
Die BAB versteht sich laut Eigendarstellung „als sozioökonomisches Forschungsinstitut“, in dem „Themen der Agrarpolitik, der Ernährungswirtschaft, des landwirtschaftlichen Betriebes und des ländlichen Raumes sowie der Berggebiete“ bearbeitet werden. Die BAB analysiert „die Wechselwirkungen zwischen Landwirtschaft und Gesellschaft aus unterschiedlichen Perspektiven“ und erstellt „Grundlagen sowie Lösungsansätze für eine nachhaltige Entwicklung des ländlichen Raums im nationalen und im europäischen Kontext“. „Die Konzeption, Strukturierung und Auswertung von Daten zur Landwirtschaft und zum ländlichen Raum in einem umfangreichen Datenpool bildet eine wichtige Grundlage für wissenschaftliche Studien. Darüber hinaus erfolgt in der institutseigenen Spezialbibliothek eine systematische Dokumentation von bedeutender Fachliteratur“.